# Grad Jama, Ljubljana
Grad Jama (tudi Luckmannov grad) je dvorec oz. graščina, ki se je nahajala ob Vodnikovi cesti v Šiški (Ljubljana). Na njegovem mestu se sedaj nahaja Bolnica dr. Petra Držaja.

## Zgodovina
Grad Jama se prvič omenja leta 1331 kot Cheys, Keusch in Keysk., tudi pey Keysk dacz der Gruben. To naj bi bil dvorec, ki je bil prodan Janezu Baumgartnerju in ga je leta 1459 cesar Friderik III. v fevd podelil Juriju II. pl. Lambergu.
Ime Jama je dobil v času obleganja turkov, ki so se utaborili v jami v Šiški. Tako je bil znan kot Grubenbrunn, Michaelsruhe, Iamma in nato Jama. Tedaj je bil v lasti Okatvija, grofa Panizola (kranjski deželni vicedom). Za njim so ga imeli v posesti bosonogi avguštinci. Za njimi je prišel Janez Krstnik Benaglia, ki ga je leta 1680 prodal Wolfu Engelbrechtu, grofu Auerspergu, takratnemu deželnemu maršalu. Nato so bili lastniki še:
- 1707 F.A. Schiffer pl. Schifferstein,
- J.K. Guttheimb,
- 1751 grofica M.A. Auersperg,
- A.L. pl. Schildenfeld,
- 1783 J.N. Auersperg; ta je združil dvorca Jamo in Zizaburg pod imenom Pepensfeld ali Fajfarjev grad.

Leta 1842 sta posestvo z gradom odkupila Jakob in Marija Kanc, nato pa leta 1870 Henrieta Gariboldi in leta 1873 Alojz Mayer. Slednji je že leta 1881 grad prodal, katerega je leta 1893 odkupil ljubljanski trgovec Anton Luckmann, po katerem je grad znan tudi kot Lu(c)kman(n)ov grad; leta 1926 je grad prešel v last Hubertu Luckmannu.
Slednji je grad prodal Krekovi meščansko-gospodinjski šoli, ki pa je zašel v težave, tako da so grad leta 1928 prodali ljudski in kmetijski posojilnici, ki sta si grad razdelili. Grad in tamkajšnjo šolo so prevzele mariborske šolske sestre, ki so ustanovili dekliško kuharsko-gospodinjsko šolo, nadzidale zgradbo za eno nadstropje, opremile šolo in internat ter zasadile angleški park, šolski vrt ter sadovnjak.
Po drugi svetovni vojni je bila redovnicam prepovedana šolska dejavnost in 30. aprila 1948 so grad še nacionalizirali. V grad so naselili šolo za policijske pse, ki se je leta 1950 izselila na dvorišče, kjer je ostala do leta 1954.
Leta 1950 je v gradu pričel delovati stacionarij za miličnike in partizanske borce, ki so zboleli za pljučno tuberkulozo. 10. septembra 1951 je bila tudi uradno ustanovljena Bolnišnica Ljudske milice zaprtega tipa. Čez dve leti (1953) je bolnica prevzela tudi zdravljenje zaposlenih v državnem sekretariatu za notranje zadeve; leta 1955 so ustanovo preimenovali v Zdravstveni dom Državnega sekretariata za notranje zadeve Ljudske republike Slovenije. Leta 1963 je bila ustanovljena Bolnica dr. Petra Držaja kot splošni javni zdravstveni dom.

## Arhitektura
Izgled renesančnega dvorca se najlepše vidi na Valvasorjevi Topografiji. Kompleks je obsegal dvorišče z vodnjakom in enonadstropno ključasto oblikovano zgradbo, ki je imela stolpičaste izzidke na dveh traktih. Eden od teh je bil nad glavnim vhodom. V pritličju je bil odprt, v nadstropju pa je bila odprta loža. Ob severnem traktu je bil balkon z nadstreškom, v manjšem prizidku pa altan.
Iz fotografije iz leta 1870-90, ki so jo našli v enem ljubljanskem antikvariatu je vidna enonadstropna stavba z mansardnimi okni. Pred poslopkem je vrt s topoli. Na sliki so vidna tudi gospodarska poslopja.
Na fotografiji iz leta 1926, objavljena v Ilustriranem Slovencu, je vidna v gospodinjsko šolo prezidana stavba.